# Verpel
Verpel ist eine französische Gemeinde mit 64 Einwohnern (Stand 1. Januar 2022) im Département Ardennes in der Region Grand Est (vor 2016 Champagne-Ardenne). Sie gehört zum Arrondissement Vouziers, zum Kanton Vouziers und zum Gemeindeverband Argonne Ardennaise.

## Geografie
Die Gemeinde Verpel liegt am Agron, 16 Kilometer östlich von Vouziers. Umgeben wird Verpel von den Nachbargemeinden Thénorgues im Norden, Buzancy im Nordosten, Imécourt im Osten, Champigneulle im Südosten, Beffu-et-le-Morthomme im Südwesten sowie Briquenay im Westen.

## Bevölkerungsentwicklung
| Jahr                       | 1962 | 1968 | 1975 | 1982 | 1990 | 1999 | 2005 | 2019 |
| Einwohner                  | 183  | 137  | 208  | 169  | 84   | 88   | 91   | 66   |
| Quellen: Cassini und INSEE |      |      |      |      |      |      |      |      |

## Sehenswürdigkeiten
- Wehrkirche Saint-Laurent, Monument historique seit 1846[1]

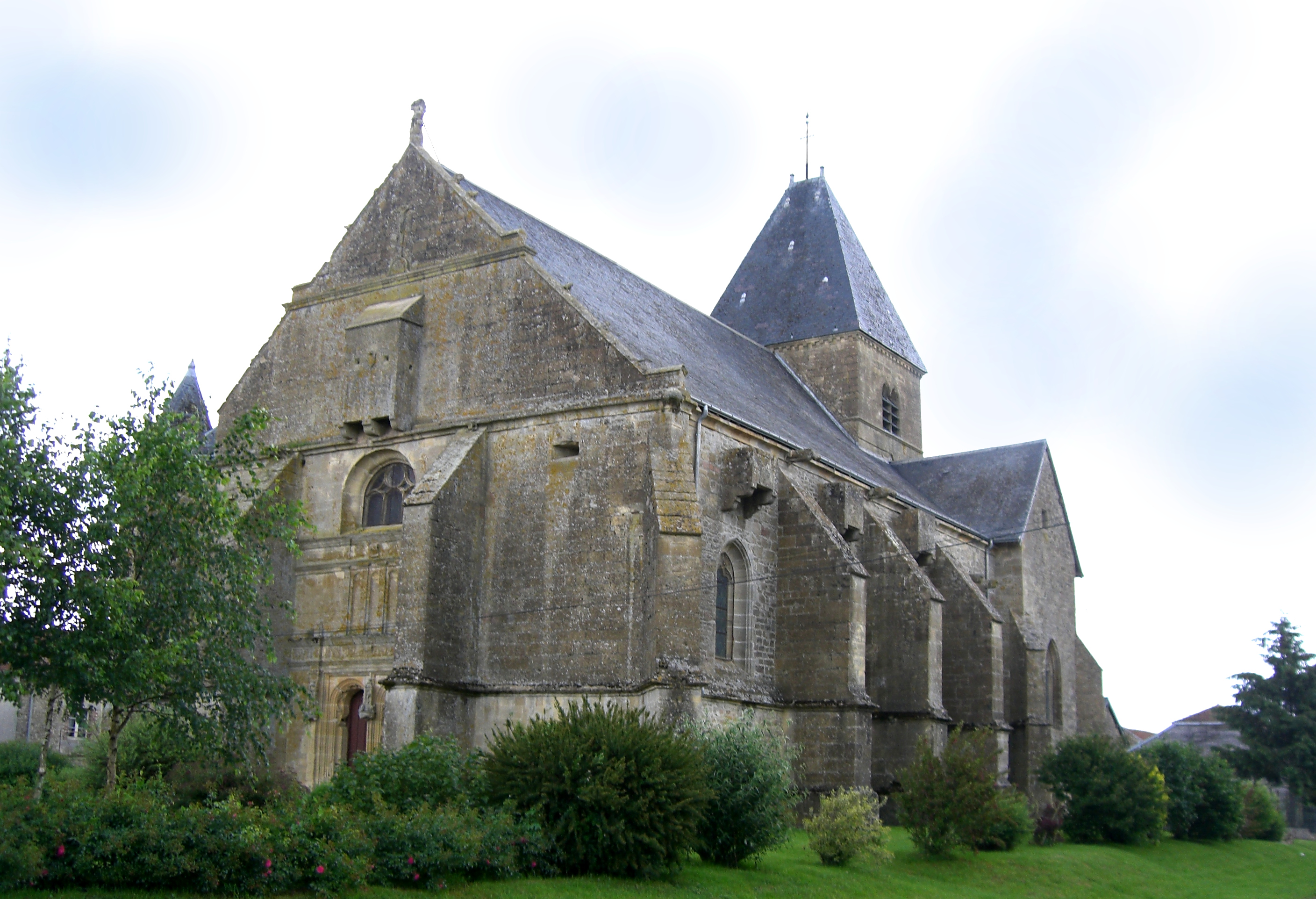
Kirche Saint-Laurent